# Polska Szkoła w Olbrachcicach

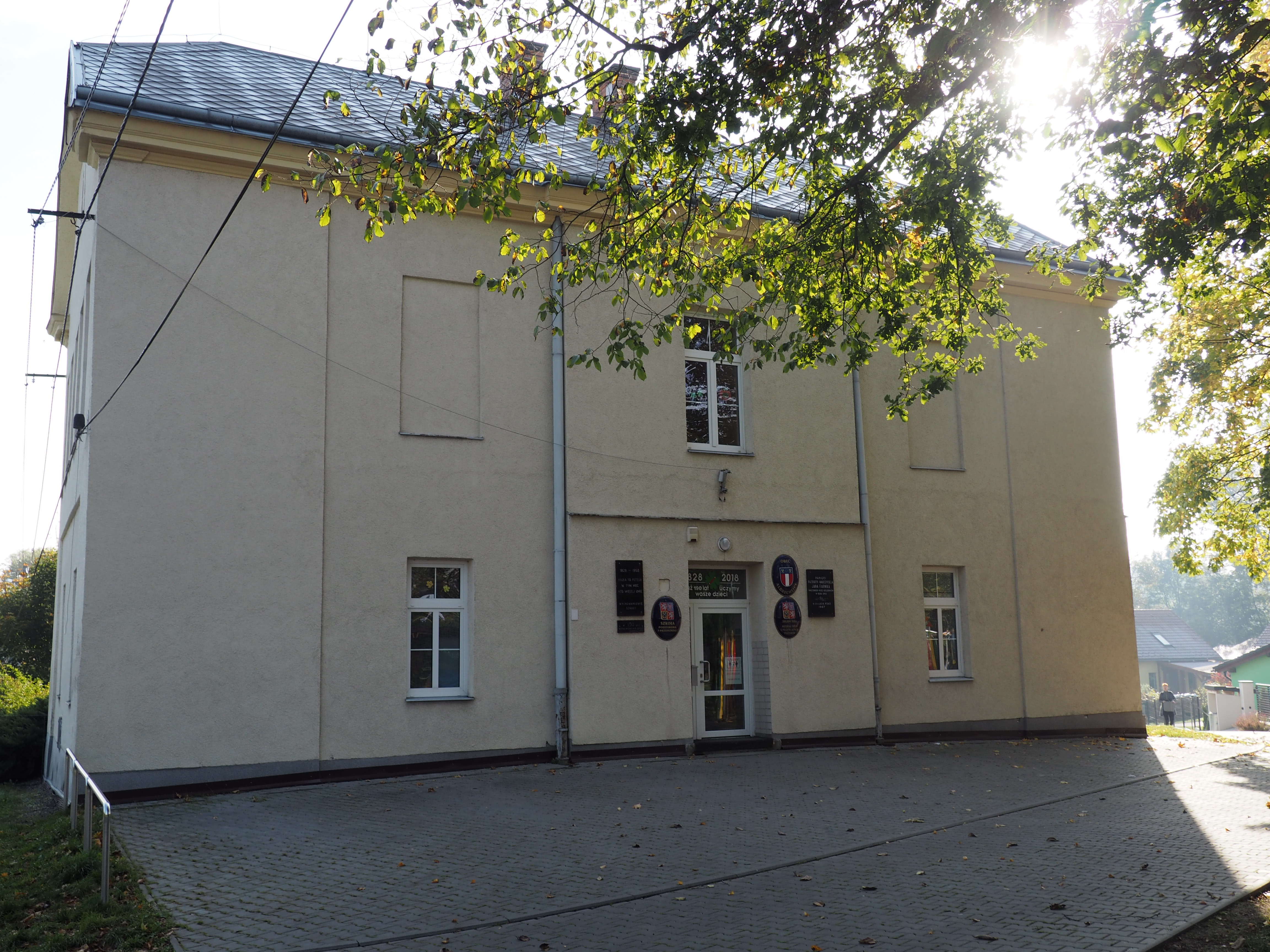
Polska Szkoła Podstawowa i Przedszkole w Olbrachcicach

PSP Olbrachcice – Polska Szkoła Podstawowa i Przedszkole w Olbrachcicach – najstarsza czynna szkoła z polskim językiem nauczania na Zaloziu, istniejąca od roku 1828.

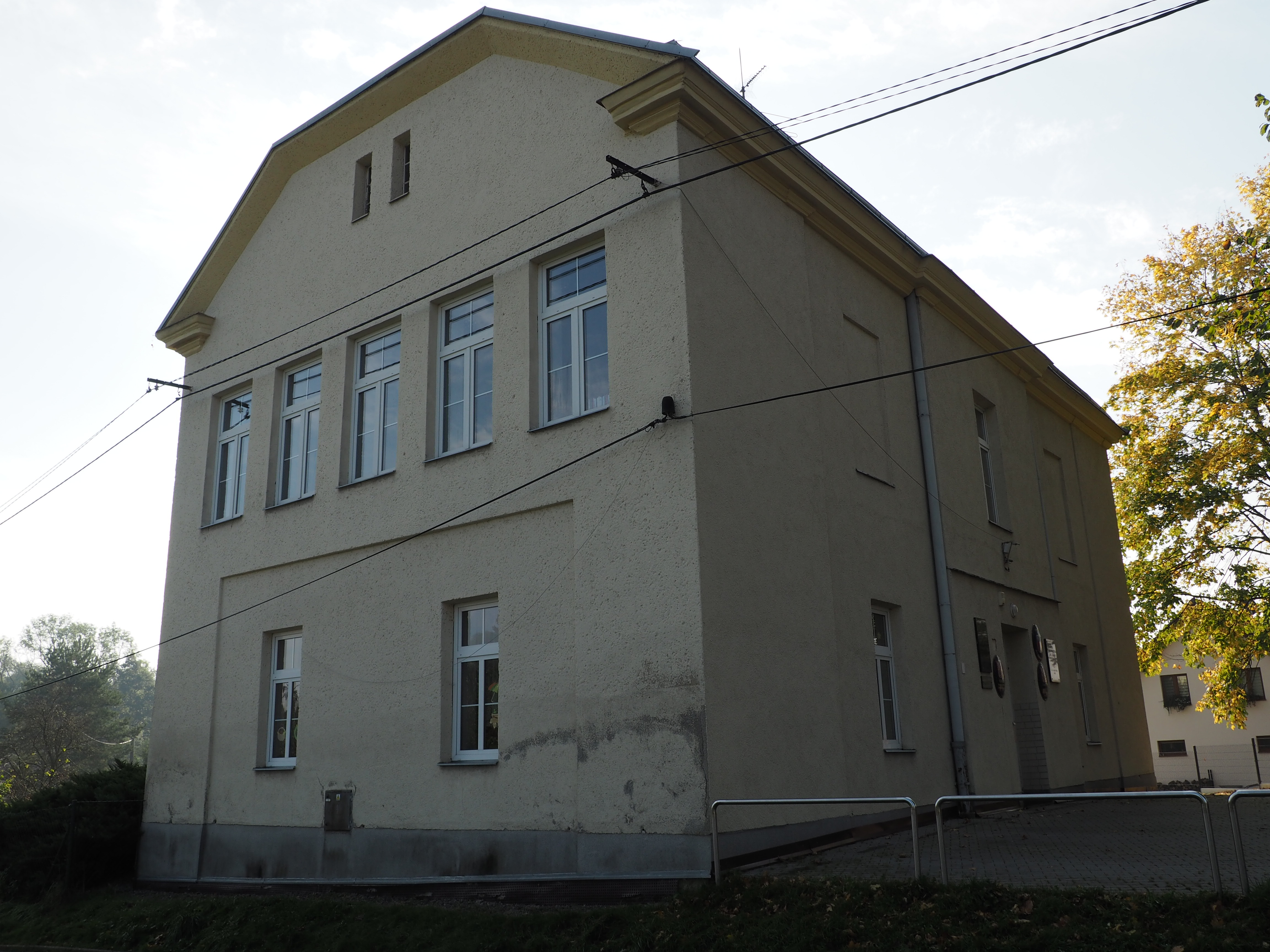
Polska Szkoła Podstawowa i Przedszkole w Olbrachcicach

## Historia[1]

### 1800

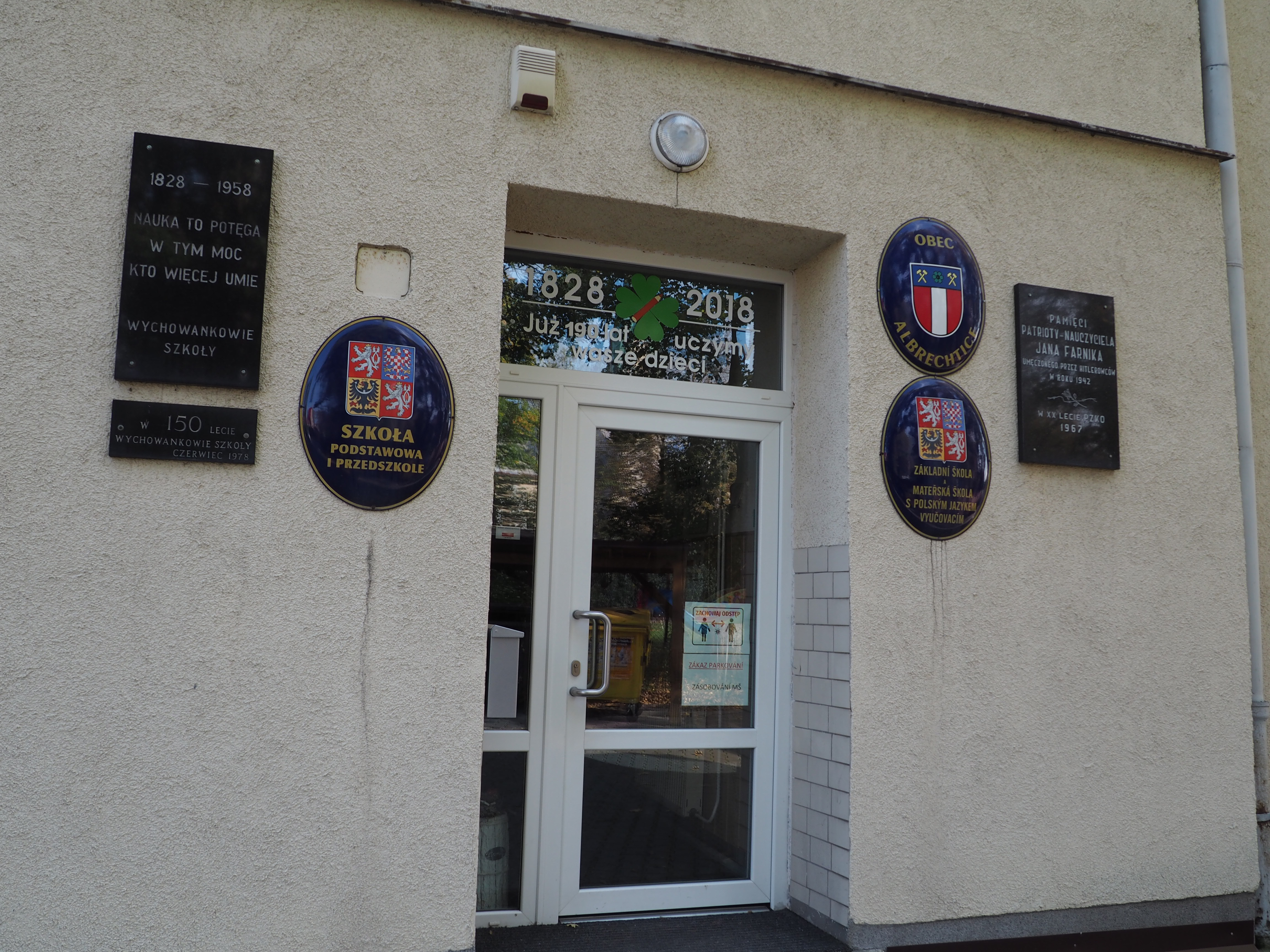
Główne wejscie do budynku

Około roku 1800 istniał już w Olbrachcicach samodzielny budynek szkolny. Stał na terenie nyniejszego ogrodu szkolnego. Budynek miał jedną izbę lekcyjną oraz mieszkanie dla nauczyciela. Zachowała się okrągła sklepiona piwnica oraz fundamenty z łupanego kamienia. W roku 2016, z powodów bezpieczństwa, Gmina Olbrachcic zadecydowała o demolicji.

### 1828
Otwarto nową jednoklasową, parterową szkołę, już poprzednio w tym celu wybudowaną z trwałych materiałów budowlanych, oddaloną około 50 m w kierunku zachodnim od poprzedniej szkoły. Tym samym zapoczątkowano historię obecnej olbrachcickiej szkoły.

### 1898
Przybudowano piętro a szkole nadano nazwę „Szkoła Jubileuszowa Najjaśniejszego Pana Cesarza Franciszka Józefa I”. Liczba uczniów w tym roku szkolnym: 138.

### 1861
Połączenie szkoły ze szkołą ewangelicką, która samodzielnie istniała do roku 1923. Powstała dwuwyznaniowa i trzyklasową szkoła.
W 1909 roku zapisanych było 168 uczniów. W 1913 – 211 uczniów. Do 1919 roku w szkole uczono obowiązkowo oprócz języka polskiego również języka niemieckiego.

### 1932
Do wybuchu II wojny światowej zapisanych było do szkoły 202 uczniów. Z wybuchem wojny praca w szkole zamiera. W budynku szkolnym umieszczono jedną z klas szkoły niemieckiej oraz siedzibę organizacji „Hitler-Jugend”. Polskie społeczeństwo oddala umieranie polskości przez organizowanie tajnego nauczania dzieci w języku polskim. Nauczanie to prowadzi nauczyciel Jan Głombek. Po sześciu latach niewoli do polskiej szkoły zapisanych było 101 uczniów.

### W latach 1952–2003
Przebiegają w szkole liczne remonty i modernizacje budynku. W 1960 dobudowanie czwartego lokalu klasowego nad przybudówką. W 1978 obchodzono 150. rocznice powstania szkoły. W 1998 dochodzi do połączenia dyrekcji szkoły i przedszkola. 1.1. 2003 szkoła uzyskuje samodzielną osobowość prawną.
Obecnie w budynku działa polskie przedszkole oraz szkoła podstawowa od 1. do 5. klasy.

## Macierz Szkolna
Od roku 2016 MSz przyjęła nazwę Macierz Szkolna im. Jana Farnika i kontynuuje tradycję pozaszkolnej działalności. Rodzice zrzeszeni w MSz organizują bale, festyny, igrzyska sportowe i inne imprezy.